# Sylvia Ingemarssonová
Sylvia Maria Ingemarssonová, nepřechýleně Sylvia Maria Ingemarsson, známá také jako Sylvia Ingemarsdotter (* 10. května 1949 Väse, Värmland) je švédská filmová střihačka. Je známá díky spolupráci na takových filmech jako Muž na střeše (1976) režiséra Bo Widerberga nebo Podzimní sonáta (1978) či Fanny a Alexandr z roku 1982 (pro Ingmara Bergmana pracovala až do roku 2003).

## Život a dílo
Sylvia Maria Ingemarssonová se narodila v malé vesnici Väse, v kraji Värmland (švédsky Värmlands län) na severozápadě Švédska jako prostřední ze tří dětí: má starší sestru a mladšího bratra. Rodina se několikrát stěhovala a nakonec se usadila v hornickém městě Nordmark, kde její matka provozovala restauraci. Po rozchodu rodičů se matka znovu provdala a narodila se jí další dcera. V šestnácti letech se Sylvia Ingemarssonová přestěhovala do Stockholmu, kde začala pracovat jako chůva dětí. Bydlela v Sundbybergu (město těsně na severní hranici Stockolmu) u manželů Elisabeth a Sven Fahlénových. Oba pracovali ve filmovém průmyslu a brzy ji seznámili s dalšími lidmi z branže.

### Asistentka střihu
Natáčení filmů ji velmi zaujalo a tak již od roku 1968 pracovala ve společnosti Europa Film jako asistentka střihu na různých produkcích (přestože zatím v oblasti filmové tvorby neměla žádné vzdělání). Patří sem např. scenáristický a režijní debut Susan Sontagové Duet pro kanibaly. I když se film natáčel ve Stockholmu a ve švédštině, scénář režisérka napsala anglicky, protože švédský jazyk dle vlastních slov neovládala dostatečně. Film měl premiéru v květnu 1969 na MFF v Cannes a hlavní role vytvořili italská herečka Adriana Astiová (Francesca), Lars Ekborg (Bauer), Gösta Ekman (Tomas) a Agneta Ekmannerová (Ingrid).
Mezi filmy, na jejichž vzniku se v tomto období jako asistentka střihu podílela, dále patří snímek natočený v koprodukci Spojeného království a USA The Sea Gull, což je filmová adaptace známé divadelní hry Racek od Antona Pavloviče Čechova, kterou režíroval Sidney Lumet. Je třeba zmínit film pro mládež Švédská lovestory (originální název En kärlekshistoria), první hraný film švédského režiséra Roye Anderssona, inspirovaný československou novou vlnou, který je dodnes považovaný za jedno ze zásadních děl švédské kinematografie.

### Střih pro Bo Widerberga
V letech 1970–1971 Sylvia Ingemarssonová navštěvovala kurz filmového střihu ve švédské veřejnoprávní televizi SVT, kde následně šest let pracovala. V roce 1976 ji oslovil režisér Bo Widerberg, aby se podílela na střihu jeho policejního krimi-thrilleru Muž na střeše, který byl natočen podle knižní předlohy Säffleská bestie autorské dvojice Maj Sjöwallová a Per Wahlöö (která je sedmým dílem knižní série tzv. 10 románů o zločinu).
Film byl v recenzích přijat neobvykle jednoznačně pozitivně (zvláště byly oceňovány dialogy, zvládnutí děje a masových scén). Mezinárodní kritika pak film označila za první švédský thriller světové úrovně. Film si získal rovněž diváky ve Švédsku a v zahraničí, byl také komerčně velmi úspěšný. Ve Švédsku se stal nejnavštěvovanějším domácím filmem bez ohledu na žánr. Tento rekord si udržel až do roku 1982, kdy ho o pouhých pár tisíc diváků překonal film Fanny a Alexandr režiséra Ingmara Bergmana, na kterém se Sylvia Ingemarssonová také podílela.

### Pro Ingmara Bergmana
Mimořádný úspěch filmu Muž na střeše tak položil základy budoucí kariéry Sylvie Ingemarssonové. V následujícím roce 1977 potřebovala Bergmanova vedoucí produkce Katinka Faragóová střihačku pro film Podzimní sonáta (švédsky Höstsonaten), protože režisérův stálý střihač Siv Lundgren vážně onemocněl. Hlavní role v tomto filmu vytvořily Ingrid Bergmanová (jediný Bergmanův film, ve kterém hrála; jde jen o shodu příjmení, nebyli příbuzní), Liv Ullmannová a Lena Nymanová.
Mezinárodní úspěch filmu Podzimní sonáta a spokojenost Ingmara Bergmana s jeho střihem následně vedl k dlouhodobé spolupráci Sylvie Ingemarssonová s tímto režisérem. Pokud počítáme i televizní filmy a dokumenty, celkem se podílela na 14 Bergmanových produkcích od mimořádně úspěšného snímku Fanny a Alexandr (1982; Bergman tradičně napsal i scénář, tentokrát na jeho základě vznikla také kniha) až do jeho posledního (televizního) filmu Saraband z roku 2003.

### Pro jiné režiséry
I když od roku 1977 až do roku 2003 pracovala především pro Ingmara Bergmana, spolupracovala také s dalšími režiséry a režisérkami, například s Erlandem Josephsonem (film Marmeladupproret z roku 1980), Gunnel Lindblomovou (film Sally och friheten z roku 1981), Stigem Björkmanem (film Bakom jalusin, 1984) a Lasse Åbergem (komedie Znova do zbraně z roku 1979, Dovolená na písku z roku 1980, Dovolená na sněhu z roku 1985, Švédové na moři z roku 1988 nebo Milujeme golf z roku 1991).

### Osobní život
Sylvia Ingemarssonová byla v roce 1988 jednou ze spoluzakladatelek Švédské asociace filmových střihačů (Föreningen Sveriges Filmklippare). Okolo roku 2000 se víceméně úplně stáhla z filmové produkce (výjimkou byl zejména již zmíněný film Saraband pro Ingmara Bergmana z roku 2003). Od roku 2000 však jako profesorka vyučovala filmovou produkci na Dalarna University ve Falunu v centrálním Švédsku a také na Den Norske Filmskolen v norském Lillehammeru.
Sylvia Ingemarssonová (která nyní používá jméno a příjmení Sylvia Ingemarsdotter) žije od osmdesátých let 20. století se svým manželem Erikem v malém městě Leksand (nedaleko Falunu) v kraji Dalarna ve středním Švédsku (asi 220 kilometrů vzdušnou čarou od Stockholmu). Společně mají jednoho syna.

## Výběrová filmografie
Sylvia Ingemarssonová se jako střihačka podílela skoro na 30 hraných filmech a několika dokumentárních (z toho 14 děl Ingmara Bergmana). V přehledu níže jsou uvedeny převážně jen ty, které se promítaly také v Československu nebo České republice, z dalších jsou uvedeny zejména ty snímky, které jsou zmíněny v předchozím textu.

### Hrané filmy
- 1976 Muž na střeše: scénář a režie Bo Widerberg, podle románu Säffleská bestie autorské dvojice Maj Sjöwallová a Per Wahlöö
- 1978 Podzimní sonáta: scénář a režie Ingmar Bergman; první spolupráce s tímto režisérem
- 1979 Znova do zbraně: režie Lasse Åberg
- 1980 Dovolená na písku: režie Lasse Åberg
- 1980 Marmeladupproret: režie Erland Josephson
- 1981 Sally och friheten: režie Gunnel Lindblomová
- 1982 Fanny a Alexandr: scénář a režie Ingmar Bergman; počtem diváků ve švédských kinech těsně překonal předchozí rekord filmu Muž na střeše
- 1984 Bakom jalusin: režie Stig Björkman
- 1984 Po zkoušce (TV film): scénář a režie Ingmar Bergman
- 1985 Dovolená na sněhu: režie Lasse Åberg
- 1988 Švédové na moři: režie Lasse Åberg
- 1991 Milujeme golf: režie Lasse Åberg
- 1992 Demokrati a teroristé: režie Pelle Berglund, knižní předloha Jan Guillou
- 1993 Telegrafista: režie Erik Gustavson, knižní předloha Knut Hamsun
- 2000 Nevěra: scénář Ingmar Bergman, režie Liv Ullmannová
- 2003 Saraband (TV film): scénář a režie Ingmar Bergman; poslední dílo tohoto umělce

### Dokumentární filmy
- 1979 Fårö-dokument (TV film): dokumentární film o ostrově Fårö (kde Bergman část života žil a také natáčel některé své filmy)
- 1984 Karinina tvář: krátký (14 minut) dokument o matce Ingmara Bergmana
- 1986 Dokument Fanny och Alexander: dokument o natáčení filmu Fanny a Alexandr, jednoho z nejúspěšnějších švédských filmů
- 1987 Gotska Sandön: poetický dokument o ostrově v Baltském moři, asi 40 km severně od ostrova Fårö